# 福島政則
福島 政則（ふくしま まさのり、1983年2月17日 - ）は、日本の元男子バレーボール選手。長崎県雲仙市出身。ポジションはオポジット。

## 来歴
ユース代表として2000年のアジアユースに出場。長崎日大高校を経て、法政大学を卒業後の2005年に豊田合成トレフェルサに入団した。
2010年、全日本代表登録メンバーに初選出された。
2012年に現役引退。

## 所属チーム
- 長崎日大高校
- 法政大学
- 豊田合成トレフェルサ（2005-2012年）